# Grand Prix automobile de Grande-Bretagne 1975
Résultats du Grand Prix de Grande-Bretagne de Formule 1 1975 qui a eu lieu sur le circuit de Silverstone le 19 juillet 1975.

## Classement

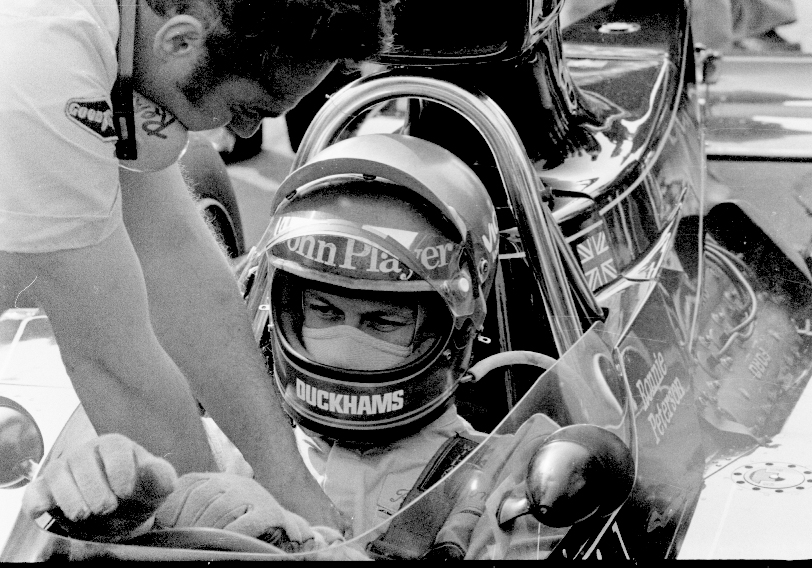
Ronnie Peterson sur Lotus à Silverstone en 1975

| Pos | N° | Pilote             | Écurie          | Tours | Temps/Abandon     | Grille | Points |
| --- | -- | ------------------ | --------------- | ----- | ----------------- | ------ | ------ |
| 1   | 1  | Emerson Fittipaldi | McLaren-Ford    | 56    | 1 h 22 min 05 s 0 | 7      | 9      |
| 2   | 8  | Carlos Pace        | Brabham-Ford    | 55    | Accident          | 2      | 6      |
| 3   | 3  | Jody Scheckter     | Tyrrell-Ford    | 55    | Accident          | 6      | 4      |
| 4   | 24 | James Hunt         | Hesketh-Ford    | 55    | Accident          | 9      | 3      |
| 5   | 28 | Mark Donohue       | March-Ford      | 55    | Accident          | 15     | 2      |
| 6   | 9  | Vittorio Brambilla | March-Ford      | 55    | + 1 tour          | 5      | 1      |
| 7   | 2  | Jochen Mass        | McLaren-Ford    | 55    | Accident          | 10     |        |
| 8   | 12 | Niki Lauda         | Ferrari         | 54    | + 2 tours         | 3      |        |
| 9   | 4  | Patrick Depailler  | Tyrrell-Ford    | 54    | Accident          | 17     |        |
| 10  | 22 | Alan Jones         | Hill-Ford       | 54    | + 2 tours         | 28     |        |
| 11  | 18 | John Watson        | Surtees-Ford    | 54    | Accident          | 18     |        |
| 12  | 27 | Mario Andretti     | Parnelli-Ford   | 54    | + 2 tours         | 12     |        |
| 13  | 11 | Clay Regazzoni     | Ferrari         | 54    | + 2 tours         | 4      |        |
| 14  | 17 | Jean-Pierre Jarier | Shadow-Ford     | 53    | Accident          | 11     |        |
| 15  | 23 | Tony Brise         | Hill-Ford       | 53    | Accident          | 13     |        |
| 16  | 15 | Brian Henton       | Lotus-Ford      | 53    | Accident          | 21     |        |
| 17  | 32 | John Nicholson     | Lyncar-Ford     | 51    | Accident          | 26     |        |
| 18  | 19 | Dave Morgan        | Surtees-Ford    | 50    | Accident          | 23     |        |
| 19  | 30 | Wilson Fittipaldi  | Copersucar-Ford | 50    | Accident          | 24     |        |
| Abd | 10 | Hans-Joachim Stuck | March-Ford      | 45    | Accident          | 14     |        |
| Abd | 6  | Jim Crawford       | Lotus-Ford      | 28    | Accident          | 25     |        |
| Abd | 16 | Tom Pryce          | Shadow-Ford     | 20    | Accident          | 1      |        |
| Abd | 29 | Lella Lombardi     | March-Ford      | 18    | Allumage          | 22     |        |
| Abd | 5  | Ronnie Peterson    | Lotus-Ford      | 7     | Moteur            | 16     |        |
| Abd | 21 | Jacques Laffite    | Williams-Ford   | 5     | Boîte de vitesses | 19     |        |
| Abd | 7  | Carlos Reutemann   | Brabham-Ford    | 4     | Moteur            | 8      |        |
| Nq. | 31 | Roelof Wunderink   | Ensign-Ford     |       | Non qualifié      |        |        |
| Nq. | 35 | Hiroshi Fushida    | Maki-Ford       |       | Non qualifié      |        |        |

Légende :
- Abd.=Abandon

## Pole position et record du tour
- Pole position : Tom Pryce : 1 min 19 s 36 (vitesse moyenne : 214,068 km/h).
- Tour le plus rapide : Clay Regazzoni : 1 min 20 s 9 au 16e tour (vitesse moyenne : 209,993km/h).

## Tours en tête
- Carlos Pace : 17 (1-12 / 22-26)
- Clay Regazzoni : 6 (13-18)
- Tom Pryce : 2 (19-20)
- Jody Scheckter : 7 (21 / 37-32)
- Jean-Pierre Jarier : 2 (33-34)
- James Hunt : 8 (35-42)
- Emerson Fittipaldi : 14 (43-56)

## À noter
- 14e victoire pour Emerson Fittipaldi.
- 15e victoire pour McLaren en tant que constructeur.
- 84e victoire pour Ford Cosworth en tant que motoriste.
- Unique départ en Grand Prix de l'écurie britannique Lyncar.
- La course est stoppée au 56e des 67 tours prévus à cause de la pluie.